# Westlicher Fleckenskunk
Der Westliche Fleckenskunk (Spilogale gracilis) ist ein Raubtier in der Gattung Fleckenskunks, das im westlichen Nordamerika vorkommt.

## Merkmale

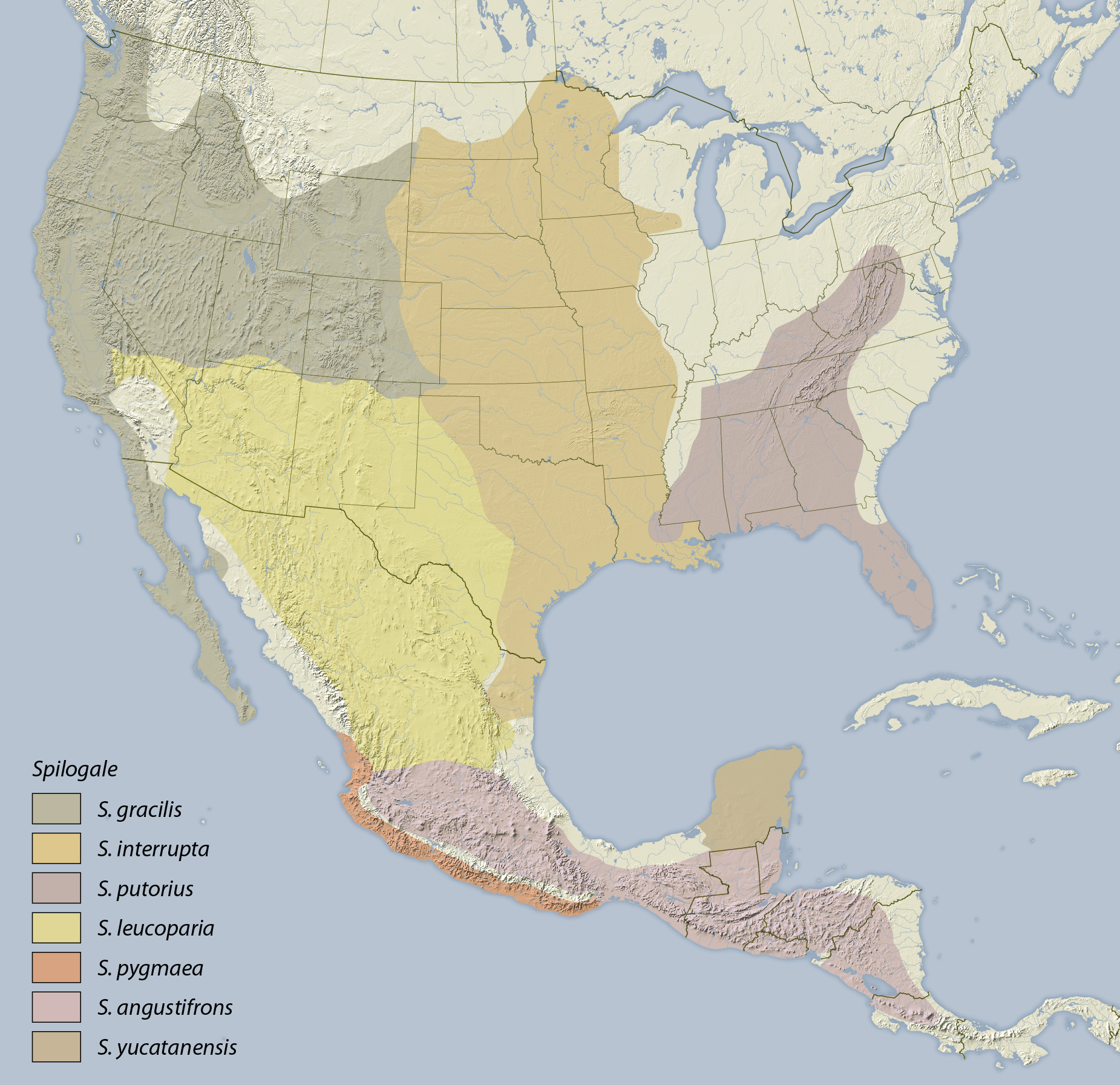
Im Nordwesten der USA und auf der mexikanischen Halbinsel Baja California liegt das Verbreitungsgebiet des Westlichen Fleckenskunks (hier grau)

Die Art erinnert in ihrer Gestalt an den Östlichen Fleckenskunk (Spilogale putorius), ist aber meist schmaler. Die Pelzfarbe ist schwarz-weiß gemustert; so gibt es weiße Flecken im Gesicht, weiße Flecken und Streifen auf dem Rumpf sowie einen fast vollständig weißen Bauch. Der schwarze Schwanz wird von einem weißen Büschel abgeschlossen. Die Krallen der Vorderpfoten sind deutlich länger als die Krallen der Hinterpfoten. Männchen sind mit einer durchschnittlichen Kopf-Rumpf-Länge von 42 cm und einem Gewicht von etwa 570 g größer als Weibchen die zirka 36 cm lang und 370 g schwer werden. Bei beiden kommt ein etwa 13 cm langer Schwanz hinzu.

## Verbreitung und Lebensraum
Das Verbreitungsgebiet des Westlichen Fleckenskunks erstreckt sich von Kanadas südwestlicher Ecke über Wyoming bis nach Colorado, Utah, Nevada und Niederkalifornien.  Die Art bevorzugt felsige Gebiete mit einigen Büschen. Weiterhin kommt sie in offenen Wäldern, in der Prärie und in Kulturlandschaften vor.

## Lebensweise
Wie andere Skunks sind diese Tiere hauptsächlich nachts aktiv. Allgemein lebt jedes Exemplar außerhalb der Paarungszeit allein, doch im Winter kann es vorkommen, dass sich Weibchen zu kleineren Gruppen zusammenschließen, die im selben Bau ruhen. Diese Ruhe ist kein echter Winterschlaf. Wenn sich ein Individuum sehr stark bedroht fühlt, spritzt es wie andere Skunks eine stinkende Flüssigkeit gegen den Angreifer.
Die Nahrung besteht aus kleinen Säugern, Vögeln und deren Eier, Insekten und Skorpionen sowie aus Pflanzenteilen wie Früchten.
Weibchen sind ab September paarungsbereit und wählen einen Partner. Die befruchtete Eizelle wächst nur bis auf wenige Zellen und ruht dann 180 bis 200 Tage. Danach folgt die eigentliche Trächtigkeit von 210 bis 230 Tagen, so dass die zwei bis fünf Jungtiere im späten Frühling geboren werden. Bei ihren ersten Ausflügen folgen die Jungen der Mutter oft im Gänsemarsch. Weibchen erreichen die Geschlechtsreife nach etwa vier bis fünf Monaten.

## Systematik
Die Art wurde 1890 erstmals von Clinton Hart Merriam beschrieben. Das Artepitheton gracilis kommt vom lateinischen Wort für schmal. Anfänglich wurde angenommen, dass Spilogale gracilis nur eine westliche Population des Östlichen Fleckenskunks ist, doch die verzögerte Embryoentwicklung begründete den Artstatus.
In den Standardwerken Mammal Species of the World und Handbook of the Mammals of the World werden sieben Unterarten unterschieden:
- S. g. amphiala (=amphialus) Dickey, 1929
- S. g. gracilis Merriam, 1890
- S. g. latifrons Merriam, 1890
- S. g. leucoparia Merriam, 1890
- S. g. lucasana Merriam, 1890
- S. g. martirensis Elliot, 1903
- S. g. phenax Merriam, 1890

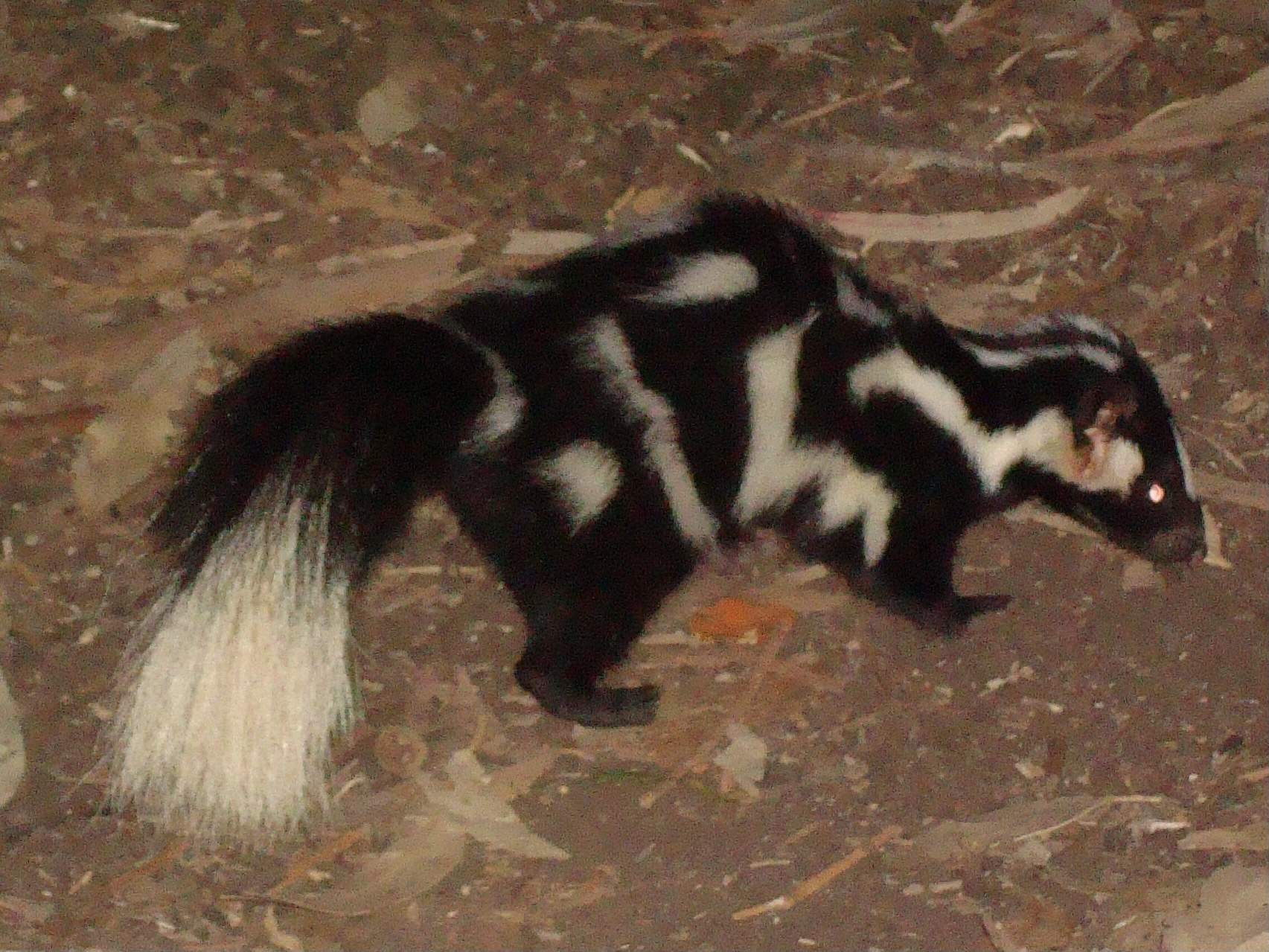
Spilogale gracilis amphiala

In einer Mitte 2021 veröffentlichten phylogenetischen Untersuchung der Fleckenskunks werden noch vier Unterarten des Westlichen Fleckenskunks anerkannt.
- Spilogale gracilis gracilis Merriam, 1890
- Spilogale gracilis amphialus Dickey, 1929, Kanalinseln von Kalifornien
- Spilogale gracilis lucasana Merriam, 1890, Baja California Sur
- Spilogale gracilis martirensis Elliot, 1903, Baja California

Eine fünfte Unterart wurde als Spilogale leucoparia zu einer eigenständigen Art, da sich herausstellte, dass sie die Schwesterart des Südlichen Fleckenskunks (Spilogale angustifrons) ist.
Die Fleckenskunks stellen in ihrer Gesamtheit die Schwestergruppe der ebenfalls in Nord- und Mittelamerika verbreiteten Streifenskunks (Mephitis) dar. Die mehr auf Südamerika konzentrierten Weißrüsselskunks (Conepatus) werden diesen gegenübergestellt. Der Zwerg-Fleckenskunk wurde als basale Schwesterart aller anderen Fleckenskunkarten identifiziert. Er trennte sich von diesen schon vor etwa 5 Millionen Jahren. Die übrigen Fleckenskunkarten lassen sich wiederum zwei Kladen zuordnen, eine östliche und eine westliche. Sie trennten sich voneinander vor 1,5 Millionen Jahren. Diese zwei Linien diversifizierten sich in vor 660.000 bis 350.000 Jahren im Zusammenhang mit den Zyklen der Eiszeiten. Zur östlichen Klade gehört der Östliche Fleckenskunk, Spilogale interrupta und S. yucatanensis, zur westlichen der Westliche Fleckenskunk, der Südliche Fleckenskunk, S. leucoparia und die Fleckenskunks aus der Sonora (Sonora-Klade).

## Gefährdung und Schutz
Der Westliche Fleckenskunk wird von der International Union for Conservation of Nature and Natural Resources (IUCN) aufgrund des relativ großen Verbreitungsgebiets sowie der Nutzung unterschiedlicher und auch anthropogen beeinflusster Habitate als nicht gefährdet („least concern“) eingestuft. Obwohl die Bestände in Teilen der Vereinigten Staaten rückläufig sind, wird von keiner Gefahr für die Art ausgegangen.
Gefährdungen für die Art bestehen vor allem durch menschliche Einflüsse, insbesondere durch Tötungen im Verkehr. Zudem werden die Tiere bejagt, wobei neben Abschüssen auch Fallen und Giftköder eingesetzt werden, auch gegen andere Tiere eingesetzte Pestizide haben einen Einfluss auf die Bestände der Skunks. Der Westliche Fleckenskunk stellt neben dem Östlichen Fleckenskunk den Hauptlieferanten für Skunksfelle dar.

## Belege
1. 1 2 3 4 5  Spilogale gracilis auf Animal Diversity Web (engl.), besucht am 10. Dezember 2010.
2. 1 2 3 4 5  Molly M. McDonough, Adam W. Ferguson, Robert C. Dowler, Matthew E. Gompper, Jesús E. Maldonado: Phylogenomic systematics of the spotted skunks (Carnivora, Mephitidae, Spilogale): Additional species diversity and Pleistocene climate change as a major driver of diversification. Molecular Phylogenetics and Evolution, Juli 2021, 107266, doi: 10.1016/j.ympev.2021.107266
3. ↑  Spilogale gracilis im Integrated Taxonomic Information System (ITIS). Abgerufen am 8. Dezember 2007.
4. ↑  Verts, Carraway & Kinlaw. (2001) Mammalian Species: Spilogale gracilis (PDF; 311 kB). American Society of Mammalogists, 674: 1–10.
5. ↑  Smithsonian: National Museum of Natural History: North American Mammals: Spilogale gracilis. Abgerufen am 8. Dezember 2007 (englisch).
6. ↑  Wozencraft, W. Christopher (16. November 2005). „Order Carnivora (Seiten. 532-628)“. In: Don E. Wilson, DeeAnn M. Reeder (Hrsg.): Mammal Species of the World: A Taxonomic and Geographic Reference (3. Auflage). Baltimore: Johns Hopkins University Press, 2 Bände (2.142 Seiten). S. 623. ISBN 978-0-8018-8221-0. online
7. ↑  Don E. Wilson, Russell A. Mittermeier (Hrsg.): Handbook of the Mammals of the World. Volume 1: Carnivores. Lynx Edicions, 2009, ISBN 978-84-96553-49-1, S. 561.
8. 1 2  
Spilogale gracilis in der Roten Liste gefährdeter Arten der IUCN 2010. Eingestellt von: Cuarón, A.D., Reid, F. & Helgen, K., 2008. Abgerufen am 24. August 2013.